# Ardnave Point
Ardnave Point är en udde i Storbritannien.   Den ligger i kommunen Argyll and Bute och riksdelen Skottland, i den nordvästra delen av landet, 600 km nordväst om huvudstaden London. Ardnave Point ligger på ön Islay.
Terrängen inåt land är huvudsakligen platt, men österut är den kuperad. Havet är nära Ardnave Point åt nordväst. Trakten runt Ardnave Point är nära nog obefolkad, med mindre än två invånare per kvadratkilometer. Trakten runt Ardnave Point består i huvudsak av gräsmarker.